# Campionati mondiali di tiro 1898
I campionati mondiali di tiro 1898 furono la seconda edizione dei campionati mondiali di tiro e si disputarono a Torino. Questa edizione fu organizzata dall'ISSF e dalla federazione di tiro italiana. La nazione più medagliata fu la Francia.

## Risultati

### Uomini
| Evento                              | Oro                                                                 | Oro       | Argento                                                                                | Argento   | Bronzo                                                                               | Bronzo    |
| Evento                              | Atleta                                                              | Risultato | Atleta                                                                                 | Risultato | Atleta                                                                               | Risultato |
| Carabina 300m 3 posizioni           | Achille Paroche                                                     | 936       | Léon Moreaux                                                                           | 932       | Konrad Stäheli                                                                       | 904       |
| Carabina 300m a terra               | Léon Moreaux                                                        | 322       | Achille Paroche                                                                        | 317       | Stefano Tirotti                                                                      | 316       |
| Carabina 300m in ginocchio          | Konrad Stäheli                                                      | 322       | Achille Paroche                                                                        | 321       | Léon Moreaux                                                                         | 318       |
| Carabina 300m in piedi              | Achille Paroche                                                     | 298       | Léon Moreaux                                                                           | 292       | Auguste Cavadini                                                                     | 284       |
| Carabina 300m 3 posizioni a squadre | Francia Allair Dufier Auguste Cavadini Léon Moreaux Achille Paroche | 4447      | Italia Luigi Carassale Cirillo Cerutti Arturo Magagnini Stefano Tirotti Cesare Valerio | 4325      | Svizzera Alcide Hirschy Friedrich Lüthi Frank Jullien Louis Richardet Konrad Stäheli | 4216      |

## Medagliere
Nazione ospitante
| Posiz. | Nazione  | Oro | Argento | Bronzo | Totale |
| ------ | -------- | --- | ------- | ------ | ------ |
| 1      | Francia  | 4   | 4       | 2      | 10     |
| 2      | Svizzera | 1   | 0       | 2      | 3      |
| 3      | Italia   | 0   | 1       | 1      | 2      |